# Frederikus Theophilus Constantinus Maria Terwindt

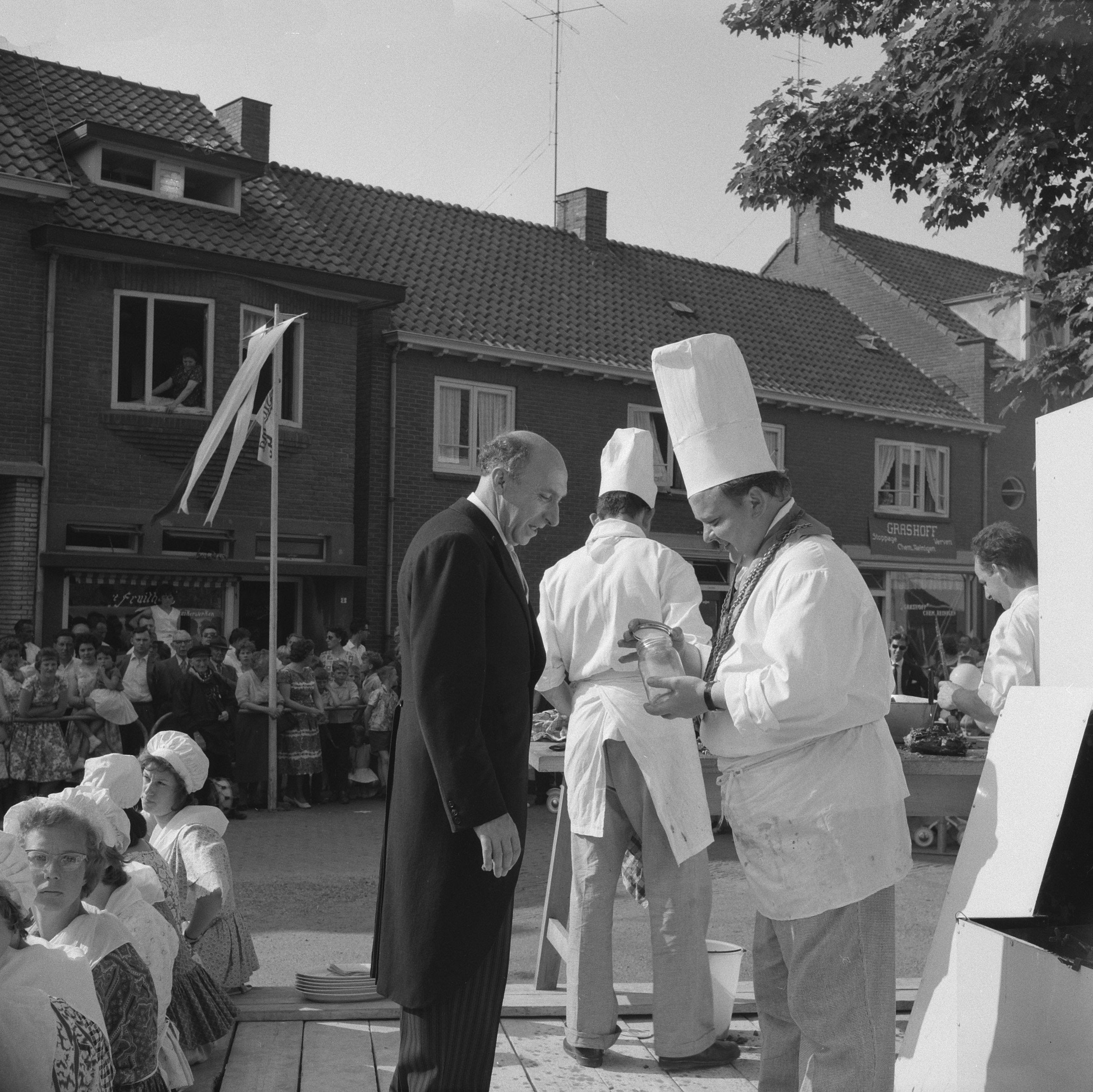
Burgemeester F.Th.C.M. Terwindt (191)

Frederikus Theophilus Constantinus Maria Terwindt (Arnhem, 16 augustus 1907 – Nijmegen, 18 april 1966) was een Nederlands politicus.
Hij werd geboren als zoon van Eugenius Wilhelmus Alouijsius Terwindt (1872-1960; steenfabrikant) en Madeleine Josepha Anna Maria de Bruijne (ca. 1875-1961). Hij was werkzaam bij de gemeentesecretarie van Ottersum voor hij in 1941 benoemd werd tot assistent-leider van het bijkantoor in Venray van het Gewestelijk Arbeidsbureau. Van 1942 tot 1943 was hij de directeur van dat bijkantoor. Later was hij leidinggevende bij een lokale afdeling van de Hulp Actie Roode Kruis (H.A.R.K.). Terwindt werd in 1947 burgemeester van Huissen. Tijdens dat burgemeesterschap overleed hij in 1966 in het Nijmeegse St. Canisius-ziekenhuis op 58-jarige leeftijd.